# Llac Amadjuak
El llac Amadjuak és un llac d'aigua dolça que es troba al sud de l'illa de Baffin, a la regió Qikiqtaaluk, Nunavut, Canadà. Amb 3.115 km² és el segon llac més gran de l'illa, després del llac Nettilling, i el tercer de Nunavut. Es troba a 113 msnm a la Gran Plana de Koukdjuak, una mica per sota del cercle polar àrtic, a 75 km de l'estret de Hudson i 125 km al nord-oest d'Iqaluit. El llac va emergir fa uns 4.500 anys de les aigües de la Conca de Foxe.
El llac es manté congelat bona part de l'any. Com en el llac Nettilling s'hi han documentat tres espècies de peixos: la truita alpina i dues espècies de gasterosteids, el pungitius pungitius i el punxoset. La tundra que envolta el llac és un important lloc de cria i alimentació del caribú.
S'han documentat artefactes de la cultura de Thule en les seves proximitats del llac datats de fa més de 4.000 anys. Posteriorment els inuit es van establir a la zona, però actualment no hi ha cap assentament permanent pels voltants del llac.